# Tonie Marshall
Tonie Marshall (Neuilly-sur-Seine, 29 de novembro de 1951 – 12 de março de 2020) foi uma atriz, cineasta e argumentista franco-americana.
Morreu no dia 12 de março de 2020, aos 68 anos.

## Filmografia

### Cineasta e argumentista
- 1989 : Pentimento
- 1994 : Pas très catholique
- 1996 : Enfants de salaud
- 1998 : Vénus beauté (institut)
- 2002 : Au plus près du paradis
- 2003 : France Boutique
- 2005 : Vénus et Apollon (série televisiva)
- 2008 : Passe-passe
- 2010 : Noces de cristal

### Atriz
Cinema
- 1973 : L'Événement le plus important depuis que l'homme a marché sur la lune de Jacques Demy
- 1979 : Rien ne va plus de Jean-Michel Ribes
- 1980 : Les Sous-doués de Claude Zidi
- 1981 : La Gueule du loup de Michel Léviant
- 1986 : Beau temps mais orageux en fin de journée de Gérard Frot-Coutaz
- 1990 : La Campagne de Cicéron de Jacques Davila
- 1993 : Point d'orgue de Paul Vecchiali
- 2008 : Musée haut, musée bas de Jean-Michel Ribes : Laurence
- 2011 : HH, Hitler à Hollywood de Frédéric Sojcher

Televisão
- 1980 : La Naissance du jour de Jacques Demy

## Premiações
- 2000 : César de melhor filme por Vénus beauté (institut)
- 2000 : César de melhor realizador por Vénus beauté (institut)
- 2000 : César de melhor argumento original ou adaptação por Vénus beauté (institut)